# ひうら丸
ひうら丸・ふくうら丸（ひうらまる．ふくうらまる）は、日本国有鉄道、後に北海道旅客鉄道の青函航路で使用されていた補助汽船（タグボート）である。
ひうら丸は函館港、ふくうら丸は青森港で運用されていた。船名は、従来のえさん丸型補助汽船と同様、青函航路周辺の岬にちなんで命名された（日浦岬、福浦埼）。

## 概要
- 函館ドックで建造された青函航路の最後の補助汽船である。ひうら丸は1978年（昭和53年）5月29日、ふくうら丸は同年6月22日に就航。
- 推進装置はダックペラ。出力は2,000馬力。えさん丸型補助汽船（赤船）より推力が大きく、ひうら丸型のみ｢フルアゲン｣（推力23トンで押せ）が可能であった。
- 連絡船近代化計画により建造された青函航路の連絡船にはバウスラスターが採用されており、2軸2枚舵との併用によって、ごくまれに補助汽船を使用せずに自力のみで着岸することもあったが、一般的には入港時には補助汽船に右舷船尾を押させ回頭、着岸していた。
- 青函航路の補助汽船は、着岸作業のほか、函館港内に停泊（錨泊）している連絡船の乗組員交代のランチや、岸壁付近の浮遊物（ゴミ）の回収など様々な業務に使用された。
- 白と黄緑色の塗色から、「青船（あおぶね）」とも呼ばれた。
- 1988年（昭和63年）3月13日、青函航路の廃止により運用を終え、両船とも売却された。ひうら丸は石狩湾新港、小樽港のタグボートとして2007年（平成19年）まで運用された。ふくうら丸は苫小牧港のタグボートとして2000年（平成12年）頃まで運用された。

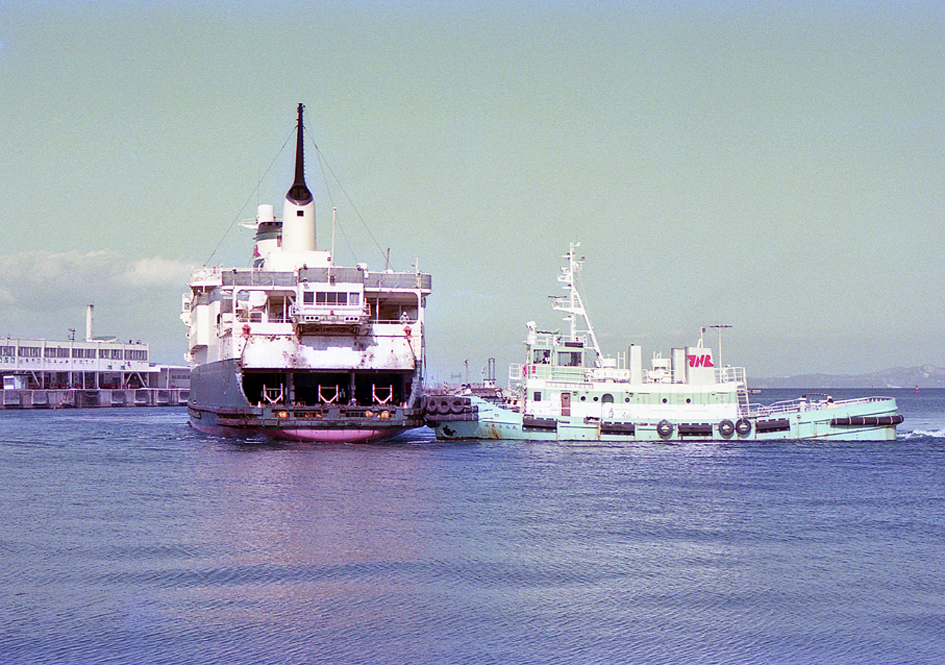
接岸中の大雪丸とふくうら丸（1986年、青森港）
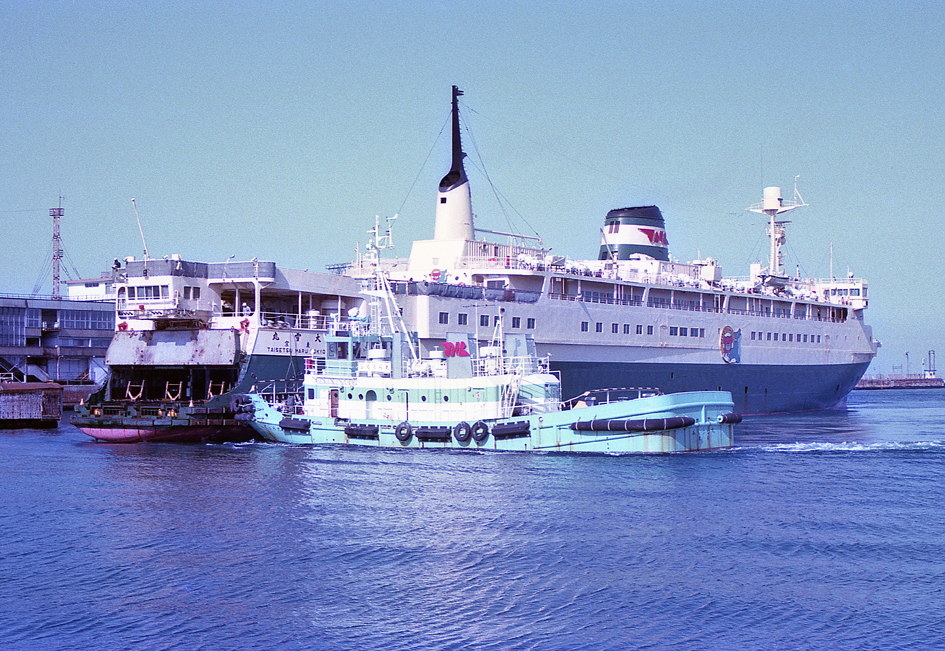
接岸中の大雪丸とふくうら丸（1986年、青森港）

## 要目
- 総トン数　237.0t
- 全長　30.0m
- 全幅　8.4m
- 出力　2000馬力
- 最高速力　12.0ノット